# Bō
Der Bō [boː] (japanisch 棒, dt. Stock), auch Langstock, ist eine Schlagwaffe aus Okinawa, Japan, lokal in Okinawa-Gegenden auf Ryūkyū als Kun (jap. 棍 Kon) bekannt, die beispielsweise im Bujinkan, im Kobudō, in verschiedenen Schulen des Koryū, aber auch in bestimmten Karate-Stilen eingesetzt wird. Die Kampftechnik mit dem Bō wird als Bōjutsu bezeichnet.
In vietnamesischen Kampfkünsten wird die Bezeichnung „Con“ verwendet. 
Durch die Shaolin-Mönche, die bei ihrer Kampfkunst im Stockkampf den Gùn (chin. 棍) einsetzten, gelangte der Kampfstab nach Japan. Nach einigen Veränderungen (der Gùn ist an einem Ende dünner als am anderen Ende) wurde er dort als Bō bekannt. Menschen, die nicht zum Kriegeradel der Samurai gehörten, war es damals verboten, Waffen zu tragen. Da sie auf ihren Reisen jedoch oft überfallen wurden, mussten sie eine unauffällige Waffe entwickeln und meistern, die unscheinbar und dennoch wirkungsvoll ist. Sie trugen auf ihren Reisen fortan also den Bō als Wanderstab, der sich in Kampfsituationen sofort als Waffe verwenden ließ.

## Aussehen
Traditionell ist er ein 182 cm langer und zirka 2,5 bis 3 cm durchmessender Stock aus Hartholz (meist rote oder weiße Eiche, seltener aber auch aus Kunststoff oder Metall); wobei man für heutiges Training sagt, dass die Größe dem Trainierenden angepasst sein sollte. Dabei soll der Bō zwei Handbreit länger sein als der Trainierende.
In den Schulen des Ryukyu Kobudō wird ein Bō verwendet, der zu den Außenbereichen hin verjüngt ist, im Yamanni-Ryu hat ein Bō einen Durchmesser von 2,5 cm. In den Schulen des Kung Fu besteht der Bō aus Rattan, das flexibel, günstig und leicht ist. Rattan ähnelt dem bekannteren Bambus, ist aber nicht hohl. Aufgrund der Biegsamkeit lässt sich der Stab kaum ohne technische Hilfsmittel oder Hebelwirkung zerstören.

## Techniken und Kampf
Wer den Kampf mit dem Bō erlernt, beginnt mit simplen Schlag- und Stoßtechniken. Im Kung Fu sind die elementaren Techniken des Bō Wirbel, die man durch schnelles Umgreifen erreichen kann. Man versetzt den Bō in Rotation und nutzt diese Energie, um den Gegner mit dem Ende des Bō an Kopf, Nacken, Arm, Hand, Hüfte, Knie oder Bein zu treffen. Schwingt der Stab mit Höchstgeschwindigkeit, kann er bis zu 90 km/h schnell werden. Darüber hinaus lassen sich Hebeltechniken und Stiche mit dem Stab ausführen.
Als Fortgeschrittener beginnt man zunächst damit, mit einem Partner Kampfübungen (Kumibo analog zum Kumite im Karate) zu absolvieren. Diese sollen einen zum freien Kämpfen mit dem Partner heranführen. 
Im Kampf beziehungsweise der Schlacht wurde der Bō früher von einfachen Soldaten verwendet, da er verhältnismäßig einfach herzustellen war. Erfahrene Kämpfer konnten Gegner auf über zwei Meter Distanz ausschalten. Die große Reichweite brachte vor allem Vorteile gegenüber kürzeren Nahkampfwaffen wie Schwertern und anderen kurzen Schlagwaffen.

## Varianten
Die gängigste Variante des Bō nennt sich „Rokushaku-Bō“ – 六尺棒 und ist 182 cm lang. Der Name lässt sich übersetzen mit „sechs Shaku langer Stock“, wobei die japanische Längeneinheit Shaku in etwa 30 cm bzw. einem Fuß entspricht.
Das Yonshaku-Bō (vier Shaku langer Stock – 四尺棒) ist ebenso lang wie das Jō. Es wurde zum Stechen auf empfindliche Stellen des Gegners, aber auch zum Hebeln, Quetschen oder Schleudern auf den Gegner genutzt.
Mit 270 cm (neun Shaku) Länge war das heute weniger bekannte Kushaku-Bō – 九尺棒 ehemals auf Okinawa sehr beliebt. Da die enorme Länge viele Handwechsel erforderte und der Stab daher oft durch die Hände gleiten musste, war er wie die meisten Varianten rund und bedurfte einer sehr glatten und ebenen Oberfläche. Er eignete sich insbesondere für Techniken, die den Stab in Rotation versetzen, da er so große Fliehkräfte entwickeln konnte. Die Fertigung aus roter Eiche verlieh ihm die notwendige Stabilität, um nicht zu brechen oder zu splittern. Nachteilig erwies sich die Länge für die Legalität des Besitzes, denn er konnte kaum als Wanderstab bezeichnet werden.
Drei Shaku beziehungsweise 92 bis 100 cm lang ist das Sanshaku-Bō – 三尺棒, welches einem Hanbō – 半棒 entspricht. Nahkampftechniken konnten hiermit schnell ausgeführt werden. Es wurde oft paarweise benutzt und zudem mit einer Schnur am Handgelenk befestigt, um nicht verloren zu gehen, wenn es von einer stärkeren Waffe aus der Hand geschlagen wurde.
Noch kürzer ist mit 60 cm das Tanbō – 短棒. Es wurde ähnlich dem Hanbō meist im Paar benutzt und ebenfalls am Handgelenk befestigt. Bisweilen wurden zwei Tanbō mit einer Kette oder Vergleichbarem miteinander verbunden, um eine dem Nunchaku ähnliche Waffe zu erhalten.
Schließlich sei hier noch das Shoshaku-Bō genannt, welches mit 30 bis 44 cm eine reine Nahkampfwaffe darstellte und aufgrund der geringen Länge viel Training bedurfte, um es im Kampf effektiv gegen andere Waffen einsetzen zu können.
Mit 13 Shaku (etwa 390 cm) dürfte das Bajobō oder auch Pferdestock genannte Bō die längste Variante darstellen.
Entsprechend der Form des Querschnitts lassen sich verschiedene Varianten des Bō unterscheiden:
- rund: Maru-bō – まる棒
- viereckig / quadratisch: Kaku-Bō – 角棒
- sechseckig: Rokkaku-Bō – 六角棒
- achteckig: Hakkaku-Bō – 八角棒

Unterschiedlich sind die Materialien, aus denen das Bō gefertigt ist. Das Take-Bō – 竹棒 besteht aus frisch geschnittenem Bambus, da nicht frisch geschnittener Bambus eventuell splittern würde. Zudem existieren Stöcke aus Eisen oder dem leichten und widerstandsfähigen Rattan.
Es gab auf Okinawa auch eine spezielle Art von Bō, die oft von Kindern in das tägliche Spiel integriert wurde, sowohl als Schwert als auch zum Beispiel als Pferd zum Reiten. Auf diese Weise wurde bereits früh der Umgang mit dieser Waffe geübt.

## Bō-Kata
Folgende Bō-Kata sind bekannt.
| - Renshuho shodan - Renshuho nidan - Renshuho sandan - Taisai no bo - Shuji no sho - Shuji no dai - Shuji no koshigi - Sakugawa no sho - Sakugawa no chu - Sunakake - Tsukensunakake | - Soeishi no sho - Soeishi no dai - Sueyoshi - Urasue - Sesoku - Kamei kata - Kongo - Seme kata - Shirotaru no sho - Shirotaru no dai - Sakugawa no dai | - Chatanyara no bo - Yonekawa - Tsuken bo - Shoun - Chinenshichanaka - Kyushaku bo - Uke kata - tenryo no kon - Kata hitotsu no kon - Kata futotsu no kon - Kata mittsu no kon |  |